# 耀先

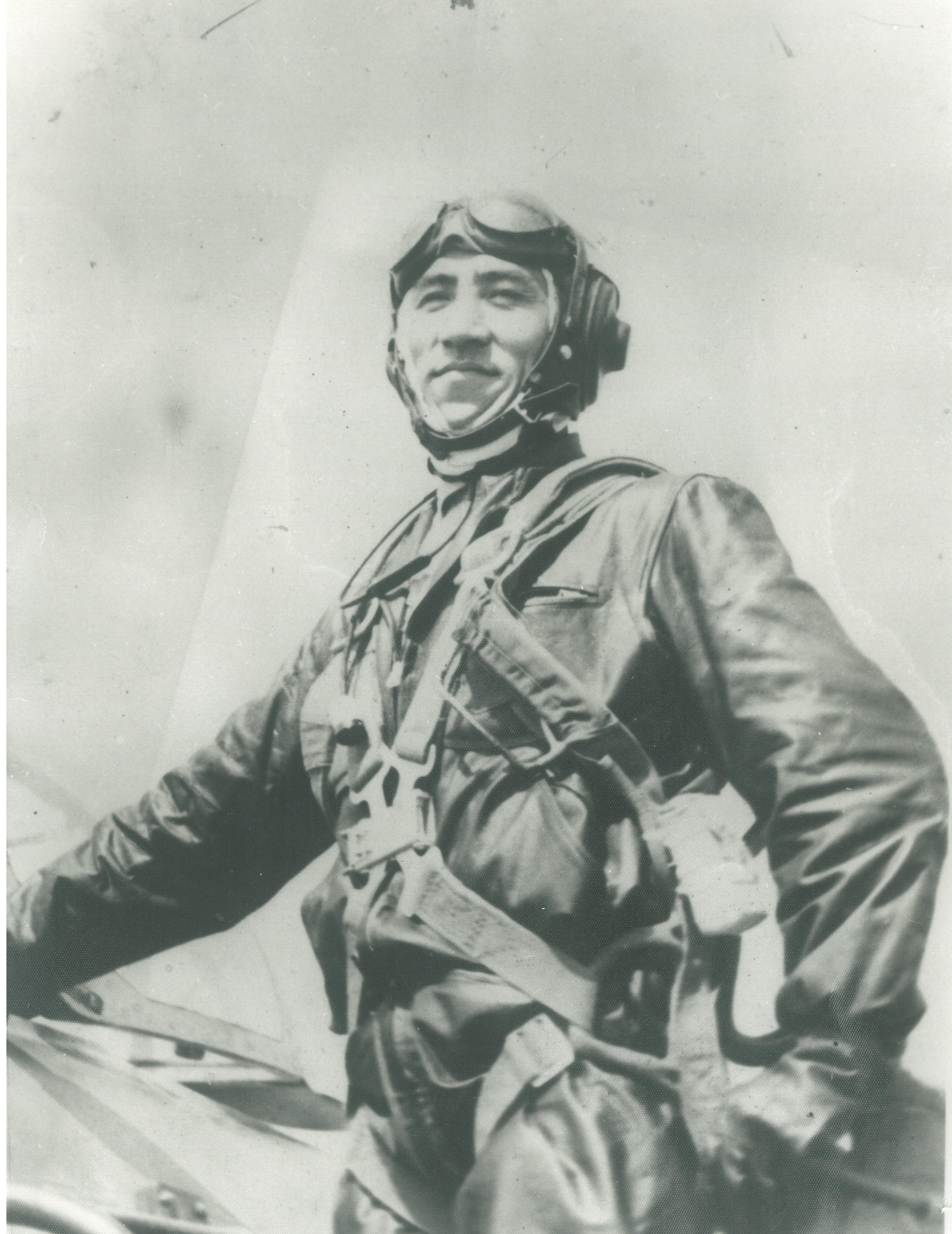
耀先，摄于抗美援朝战争

耀先（1927年4月27日—2018年3月3日），原名魏耀先，河北玉田人，中国人民解放军空军中将。

## 生平

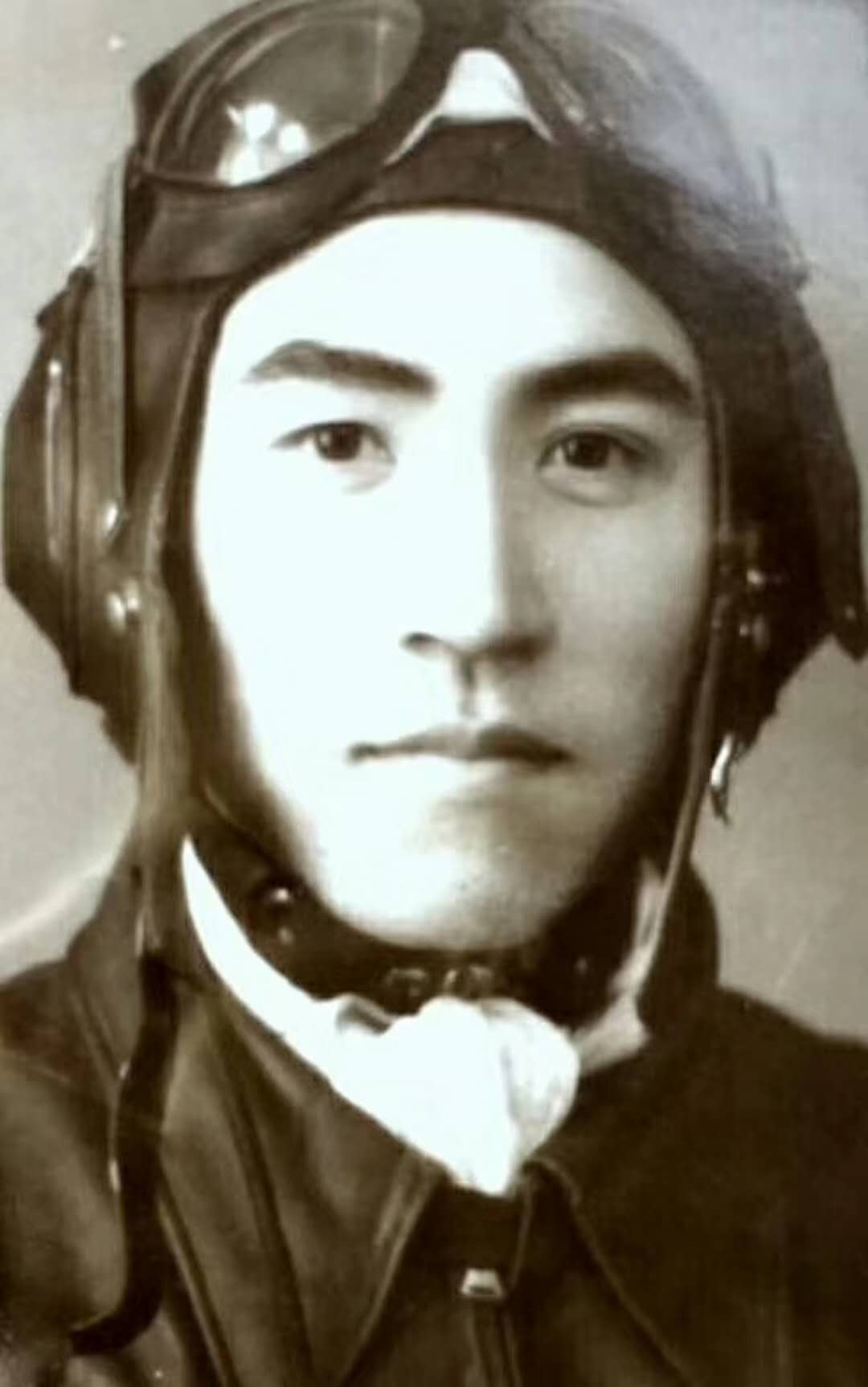
耀先

生于玉田县朱官屯村，父亲是农民。耀先7岁上小学，13岁当儿童团长，投身抗日活动，后又参加抗日自卫队并当队长。1945年6月在村里秘密加入中国共产党。20岁参加区政府工作，后入冀东军校学习。1948年4月被选送东北民主联军航空学校学习飞行。1950年6月在中国人民解放军第四航空学校速成班学习。后分配到刚成立的第四混成旅当飞行员。不久，为加强中国东北地区防空和准备组织中国人民志愿军空军入朝作战，中央军委命令第四混成旅从上海移防东北，于1950年10月底进驻辽阳机场，改编为空军第四驱逐旅。同月，奉中央军委命令将该旅改编为空四师，师辖第十、十二团。耀先起初任第十团三大队中队长，后在战斗中晋升为副大队长、大队长。
1951年1月21日，空四师首次参加抗美援朝战争空战。1951年10月2日，副大队长耀先驾驶3号机参加空战；10月10日，耀先在空战中驾机连续攻击3次；10月16日下午，耀先作为长机邹炎的僚机，在安州上空参加空战。1951年10月12日，耀先同美国空军F-86“佩刀”式战斗机交锋，击伤F-86飞机1架。1952年3月6日，耀先和战友们驾机从浪头机场起飞，在博川发现4架敌机正在轰炸朝鲜安州，耀先击伤1架F-86战斗机。
1953年5月17日，敌8批F-86飞机64架，战斗轰炸机6批48架，准备轰炸平壤至沙里院的交通干线。由团长邹炎带领空四师十团12架米格战斗机编队从大孤山机场起飞，因邹炎的飞机出现故障被迫率1个飞行中队返航，临时指定三大队长耀先为领队长机、申炳煜为副长机率8架米格-15战斗机继续出航，任务是与空十五师一个团作为第一梯队，协同防空军3个团到云山、价川地区反击敌F-86大机群进袭。面对数量占优势的敌机，耀先拉起机头朝太阳方向飞，阳光使敌机失去攻击目标，耀先则利用阳光的隐蔽，自万米高空俯冲而下，击落了敌编队最后一架敌机。此次空战在敌众我寡的情况下，耀先率领编队取胜，耀先、赵计良、萧明文、陶伟4人击落敌F-86战斗机4架，编队飞机被敌人击落两架，其中萧明文牺牲。这次空战的胜利引起了志愿军空军领导机关的重视。遵照毛泽东“争取时间，使更多的部队参加实战锻炼”的指示，空三师于1951年10月20日抵达浪头机场参加实战锻炼，同日空四师转驻沈阳北陵机场总结作战经验，从而结束第3次轮战。耀先写出了《两次战斗中攻击脱离点滴体会》。
在抗美援朝战争中，他先后击落敌机一架，击伤两架，立一等功，获二级飞行安全模范称号。1954年9月任中国人民解放军空军飞行团长，后历任副师长、师长、副军长，北京军区空军副司令员、兰州军区空军副司令员。1979年2月14日停飞。1982年进入中国人民解放军军事学院学习。后任兰州军区空军副司令员。1987年又调回北京军区空军工作。1988年被授予中国人民解放军空军中将军衔。1990年任北京军区副司令员兼北京军区空军司令员。1991年，北京军区空军代表空军参加了军委、总部对驻京10个军以上单位贯彻落实“三大条令”的检查评比，北京军区空军总评获得第一名。1993年1月耀先离休。是第八届全国政协委员。
2018年3月3日，耀先与原空军副司令、生前挚友林虎中将同日病逝，享年91岁。